# أفيتوس
أفيتوس (Άφυτος) هي مدينة في هالكيديكي في مقاطعة فوريا إلادا في اليونان.
يبلغ عدد سكانها حوالي 1353 نسمة.